# 露西·盖
露西·盖（法語：Lucie Guay，1958年12月12日—），加拿大女子皮划艇运动员。她曾代表加拿大参加1984年夏季奥林匹克运动会皮划艇比赛，获得女子四人皮艇500米铜牌。